# Militärflugplatz Riaz

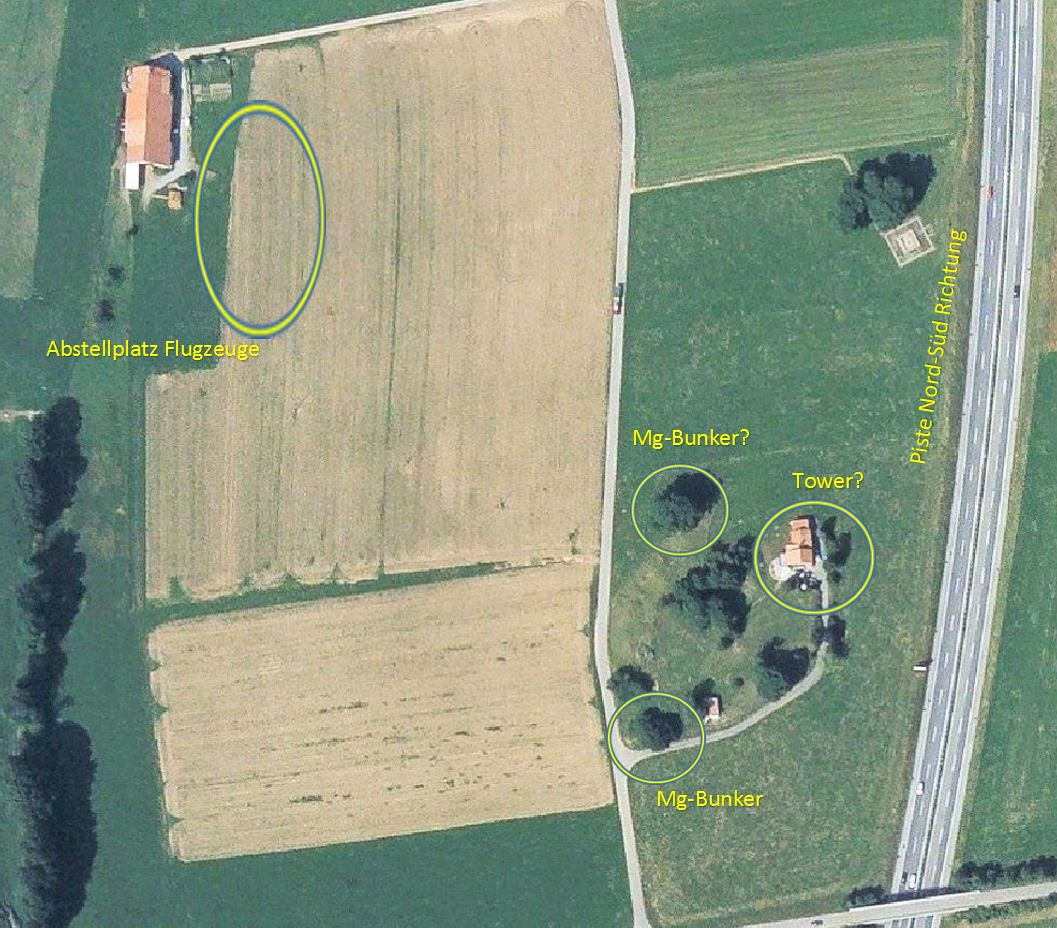
Gelände des ehemaligen Militärflugplatzes Riaz

Der Militärflugplatz Riaz war ein Militärflugplatz in Riaz im Schweizer Kanton Freiburg. Der ehemalige Feldflugplatz der Schweizer Luftwaffe wurde 1944 ausgemustert.

## Geschichte
Der Flugplatz Riaz befand sich rund drei Kilometer nördlich des Bezirkshauptortes Bulle im Greyerzerland westlich des Greyerzersees, zwischen Riaz und Marsens bei der Ebene «la Fin de Plan», wo heute die Autobahn A12 verläuft. In der Nähe der Réduitgrenze von 1940.
Er wurde als Militärflugplatz während des Zweiten Weltkriegs mit Start- und Landebahnen als Graspiste gebaut und 1939 vom 2. bis 8. September in Betrieb genommen sowie bei einer zweiten Mobilisation von  November 1943 bis August 1944. Es war ein einfacher Flugplatz, der mit zwei bewaffneten Bunkern gesichert wurde. Seine Aufgabe bestand in der Flugsicherung und der Verteidigung im Falle eines Alarms. Da es am Himmel im Greyerzerland keine feindlichen Flugzeuge gab, verbrachten die Militärpiloten die meiste Zeit mit dem Training.
Der Flugplatz war von der Fliegerstaffel 2 besetzt, deren Emblem «En avant advienne que pourra» (Vorwärts, komme was wolle) mit dem Kranich von Greyerz hier entstand.

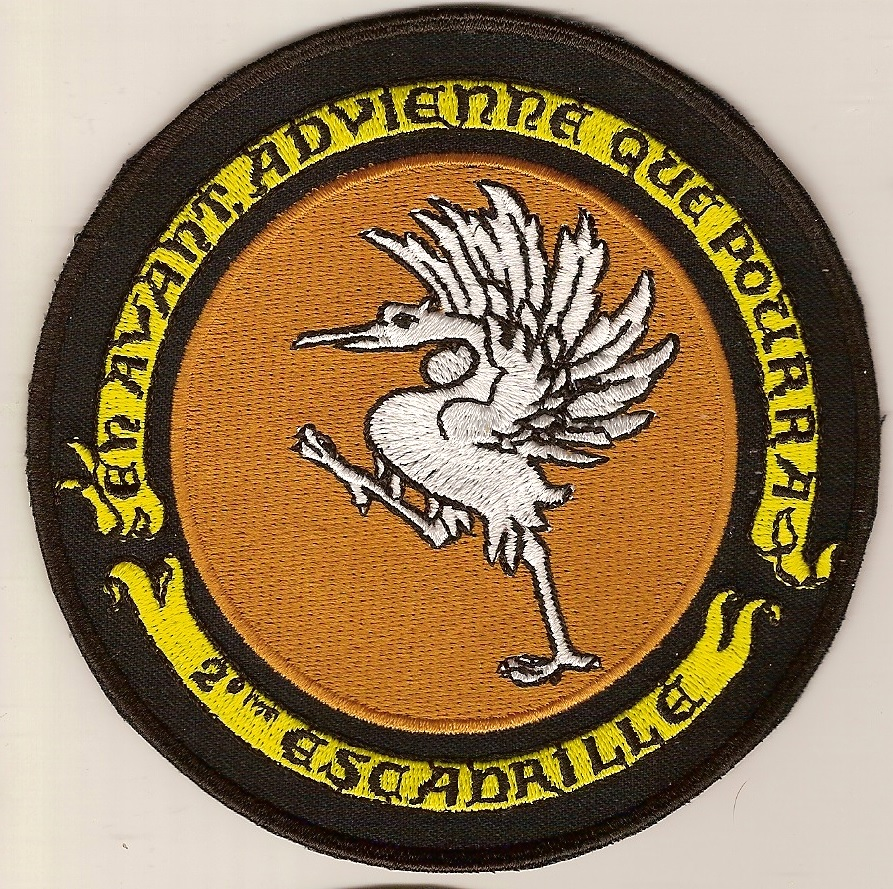
Fliegerstaffel 2

Bei der ersten Mobilmachung waren auf dem Militärflugplatz Riaz die Jagdflugzeuge Dewoitine D.27 sowie als Aufklärungs- und Erdkampfflugzeuge, die Doppeldecker C-35 stationiert. Das modernste Flugzeug, das noch in der Lage war, auf einer Graspiste zu landen und zu starten, war das Aufklärungs- und Erdkampfflugzeug C-36, das sich 1944 eine Zeit lang in Riaz befand.
Ein Beobachterzug hatte den Himmel im Auge zu behalten. Es gab nur wenige Überflüge durch deutscher Bomber in grosser Höhe von Deutschland nach Italien und zurück. Kein Flugzeug musste in Riaz für irgendeine Aktion starten. Zwischen den beiden Aktivitätsperioden gab es drei Mann vor Ort, um die Anlage zu warten. Ein Zerstörungsdetachement war anwesend, um die Anlagen im Falle einer Invasion zu sprengen.
Die Kirche von Riaz, die sich in der Achse der Startbahn (Lage der heutigen Autobahn) befand, diente als Leuchtfeuer oder Flaggenträger und übermittelte nützliche Informationen an die Piloten.